# 粮食店街第十旅馆
粮食店街第十旅馆，位于北京市西城区粮食店街73号，是一座旅馆。

## 简介
粮食店街第十旅馆的建筑约建于20世纪，据说原来为镖局。后来为粮食店街第十旅馆使用。该建筑坐西朝东，为砖木结构的二层建筑，占地面积约740平米。面阔七间，平面呈“日”字型，内有两个内天井。旅馆房间沿天井四周分布，中间有通道连通前后两座庭院。东西正、倒座楼共四座，中间两座勾连搭；前院南北厢楼各三间，后院南北厢楼各一间，进深都是五檩前出廊。四组楼梯设在厢楼山墙一侧。各楼的前廊之间由平顶围廊连接，形成“跑马廊”。
该建筑正立面较为简单，青砖清水墙正中设有入口大门，门头上有一块匾额，其内上有“粮食店街”四个小字，下有“第十旅馆”四个大字。其余是方窗，带有平券窗套，并且略微作雕饰线脚。立面通过砖壁柱和腰檐划分，腰檐上设有小垂花头雕饰。屋顶设有女儿墙，中砌海棠池。
该建筑做工精细规整，没有浮夸的商业味道。